# Aphanipathidae
Aphanipathidae is een familie van neteldieren uit de klasse van de Anthozoa (bloemdieren).

## Onderfamilies
- Acanthopathinae Opresko, 2004
- Aphanipathinae Opresko, 2004